# Saitansaari (ö i Norra Savolax, Kuopio, lat 62,95, long 27,04)
Saitansaari är en ö i Finland. Den ligger i sjön Tallusjärvi och i kommunen Kuopio i den ekonomiska regionen  Kuopio ekonomiska region  och landskapet Norra Savolax, i den centrala delen av landet, 300 km norr om huvudstaden Helsingfors. Öns area är 2,3 hektar och dess största längd är 330 meter i sydöst-nordvästlig riktning.